# 周云蓬
周云蓬（1970年12月15日—），出生于辽宁沈阳，中国大陆盲人独立民谣歌手、诗人。

## 经历
幼年因患眼疾而导致九岁时失明。后入盲人学校学习，个人努力至1994年长春大学中文专业毕业。大学毕业后分配至一家工厂领取保障金，1995年到北京圆明园开始了卖唱生涯，其后四处游荡并进行创作。他几乎游历全中国后又回到北京，期间创作诗歌及民谣阐述自己的思考。曾发行过两本刊物，《命与门》和《低岸》。2003年摩登天空买断发行唱片《沉默如谜的呼吸》，2005年初获得了《南方都市报》第五届华语音乐传媒大奖年度最佳民谣艺人奖提名。2007年自费录制唱片《中国孩子》，音乐风格优美伤感而反映社会现实，并一举拿下第八届华语音乐传媒大奖最佳民谣艺人和最佳作词人两项大奖。
诗歌的创作目前基本已经被周云蓬所搁置，他本人的音乐虽逐步成熟，但他对中国民谣的发展前途并不抱以厚望。

## 唱片列表

### 个人专辑
| 年份 | 专辑名             |
| ---- | ------------------ |
| 2014 | 《四月旧州》       |
| 2010 | 《牛羊下山》       |
| 2008 | 《清炒苦瓜》       |
| 2007 | 《中国孩子》       |
| 2004 | 《沉默如谜的呼吸》 |

### 民谣合辑
| 年份 | 专辑名                     |
| ---- | -------------------------- |
| 2014 | 《自由之声——当代民谣合辑》 |
| 2012 | 《金色推土机》             |
| 2009 | 《红色推土机》             |